# Eva Moser
Eva Moser (26 de julho de 1982 - 31 de março de 2019) foi uma jogadora de xadrez austríaca. Foi agraciada com os títulos de Mestre Internacional (IM), em 2004, e Grande Mestre Feminina (WGM), em 2003, pela FIDE.  Moser venceu o campeonato austríaco de xadrez absoluto e feminino. Ela competiu no Campeonato Mundial Feminino de Xadrez em 2008.

## Carreira
Moser começou a jogar xadrez aos 10 anos. Venceu oito vezes o campeonato austríaco de xadrez feminino, em diversas faixas etárias.
Em 1998, Moser conquistou a medalha de prata na prova feminina Sub 16 do Campeonato Europeu Juvenil de Xadrez em Mureck, atrás de Ana Matnadze, que venceu no desempate.
Em eventos por equipes, Moser representou a Áustria nas Olimpíadas de Xadrez Feminino desde 2000 na seção aberta da 36ª Olimpíada de Xadrez em 2004 no Campeonato Europeu Feminino de Xadrez por Equipes desde 2003 e na seção aberta da Copa Mitropa (1999, 2002, 2004).
Moser recebeu pela FIDE os títulos de Mulher Grande Mestre Feminina (WGM) em 2003 (o primeiro da Áustria) e Mestre Internacional (IM) em 2004.
Em 2006, ela venceu o Campeonato Austríaco de Xadrez absoluto em Köflach. ⁣ tornando-se a primeira mulher a fazê-lo. Ela ganhou o campeonato feminino austríaco em 2010  e 2011.
Suas principais conquistas em torneios incluem o evento feminino de Dresden em 2000 Chess Ladies Vienna GM em 2012,  e em 2013 IV. Internationales Senator-Max-Gutmann-Memorial onde fez uma norma de Grande Mestre.

## Morte
Eva Moser morreu de leucemia em 31 de março de 2019 em Graz.